# Horsacleit

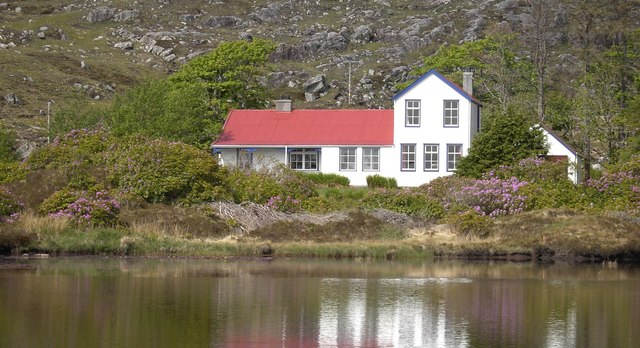
Horsacleit

Horsacleit, auch Horsaclett oder Horsaclete, ist eine Jagd- und Angellodge nahe dem Weiler Meavaig auf der schottischen Hebrideninsel Harris. 1994 wurde das Bauwerk in die schottischen Denkmallisten in der Denkmalkategorie B aufgenommen.

## Geschichte
Als wesentlicher Teil des Königreichs der Inseln, haben sich auf den Hebriden zahlreiche auf Nordgermanischen basierende topographische Bezeichnungen erhalten. Hierzu zählt auch Horsacleit, das als „Pferdefels“ übersetzt werden kann. Der Jagd- und Angelsitz wurde vermutlich um 1890 für die Hebridean Sporting Association errichtet. Möglicherweise handelt es sich um ein Bausatzhaus, wie es zu jener Zeit aus Katalogen bestellbar war.

## Beschreibung
Horsacleit steht an einem windigen Hang rund 1,5 Kilometer westlich von Meavaig. Von der A859 aus gesehen, stellt das Gebäude eine Landmarke in der karge, felsigen und unbesiedelten Umgebung dar. Östlich von Horsacleit ist der gleichnamige Bach durch eine Betoneinfassung mit Wehr zu einem Teich aufgestaut.
Die aus horizontal gelegten Brettern aufgezimmerte Lodge weist Merkmale der Neocolonial-Architektur auf. Sie gliedert sich in einen zweigeschossigen Körper an der Nordseite und einen südweisenden eingeschossigen Körper mit Veranda. Rückwärtig tritt ein abgeschleppter Anbau heraus. Die Dächer sind mit Wellblech gedeckt. Es sind sechsflächige Sprossenfenster eingesetzt.
Im flachen Bauteil befindet sich ein großer Gesellschaftsraum. Haken an der Innenwand dienen vermutlich der Lagerung von Angelruten. Der hohe Gebäudeteil bietet vermutlich Ruhegelegenheiten.